# チェイス・デヨング
チェイス・ルイス・デヨング（Chase Louis De Jong, 1993年12月29日 - ）は、アメリカ合衆国カリフォルニア州ロングビーチ出身のプロ野球選手（投手）。右投左打。現在は、フリーエージェント（FA）。　

## 経歴

### プロ入りとブルージェイズ傘下時代
2012年のMLBドラフト2巡目（全体81位）でトロント・ブルージェイズから指名されプロ入り。2015年まで傘下のマイナーチームでプレーした。

### ドジャース傘下時代
2015年7月2日に金銭とのトレードで、ロサンゼルス・ドジャースへ移籍した。移籍後は傘下のA+級ランチョクカモンガ・クエークスへ送られた。
2016年はAA級タルサ・ドリラーズで開幕を迎え、シーズン途中にAAA級オクラホマシティ・ドジャースへ昇格した。この年は投手コーチのサム・シマスの指導のもとでカットボールを習得。オフにはAA級テキサスリーグの年間最優秀投手賞を受賞し、40人枠に登録された。

### マリナーズ時代
2017年3月1日にドリュー・ジャクソン、アニュラス・ザバラとのトレードで、シアトル・マリナーズへ移籍した。シーズン開幕後の4月3日にメジャーに昇格し、5日のヒューストン・アストロズ戦で1点リードの延長13回裏に救援登板してメジャーデビューを果たしたが、ジョージ・スプリンガーに逆転サヨナラ3ランを浴びた。この年はメジャーで7試合（先発4試合）に登板して0勝3敗、防御率6.35、13奪三振の成績を記録した。
2018年は傘下のAA級アーカンソー・トラベラーズで開幕を迎えた。

### ツインズ時代
2018年7月30日にザック・デュークとのトレードで、ライアン・コステロと共にミネソタ・ツインズへ移籍した。移籍後は傘下のAAA級ロチェスター・レッドウイングスへ送られ、9月にメジャーに昇格した。この年はメジャーで4試合に先発登板して1勝1敗、防御率3.57、13奪三振の成績を記録した。
2019年1月30日にマーティン・ペレスの加入に伴いDFAとなり、2月6日にマイナー契約となった。シーズン開幕後の4月6日にメジャーに昇格して1試合に登板するも4失点し、26日に再びマイナー契約となり、7月12日に自由契約となった。

### 独立リーグ時代
2019年7月22日に独立リーグのアトランティックリーグに所属するシュガーランド・スキーターズと契約した。
2020年もシュガーランド・スキーターズでプレーした。

### アストロズ時代
2020年8月3日にデヨングの保有権がスキーターズからアストロズに譲渡され、23日にメジャーに昇格した。この年はメジャーで3試合（先発2試合）に登板して0勝1敗、防御率14.73、9奪三振の成績を記録した。オフの10月30日にFAとなった。

### パイレーツ時代
2021年1月6日にピッツバーグ・パイレーツとマイナー契約を結んだ。シーズン開幕後、5月30日にメジャー契約を結んでアクティブ・ロースター入りした。オフの11月7日にFAとなった。
2022年3月17日にパイレーツとマイナー契約で再契約し、開幕はAAA級インディアナポリス・インディアンズで迎えた。4月13日のセントポール・セインツ戦で先発して7回を無安打2四死球9三振に抑え、後続の2投手も安打を許さず、継投でのノーヒットノーランを達成した
。4月22日にアクティブ・ロースター入りした。以降はシーズン終了までメジャーに定着。キャリアハイとなる42試合（71.2回）に登板し、6勝3敗1セーブ、防御率2.64、59奪三振を記録した。
2023年は開幕から5試合で防御率10点台と不振を極め、5月9日にDFAとなった。マイナー契約を結び直し5月11日にAAA級インディアナポリスに送られたが、6月4日にメジャーに復帰した。しかし復帰戦で2回を被安打5、1四球、6失点と大量失点を許し、6月9日に再びDFAとなり、6月11日に再びマイナー契約となった。以後はメジャーに復帰することはなく、オフの10月2日にFAとなった。

## 人物
いとこのジョーダン・デヨングも元メジャーリーガーで、2007年にブルージェイズでプレーした。
2016年にドイツのプロゴルファーであるベルンハルト・ランガーの娘と結婚した。

## 詳細情報

### 年度別投手成績
| 年 度    | 球 団    | 登 板 | 先 発 | 完 投 | 完 封 | 無 四 球 | 勝 利 | 敗 戦 | セ 丨 ブ | ホ 丨 ル ド | 勝 率 | 打 者 | 投 球 回 | 被 安 打 | 被 本 塁 打 | 与 四 球 | 敬 遠 | 与 死 球 | 奪 三 振 | 暴 投 | ボ 丨 ク | 失 点 | 自 責 点 | 防 御 率 | W H I P |
| -------- | -------- | ----- | ----- | ----- | ----- | -------- | ----- | ----- | -------- | ----------- | ----- | ----- | -------- | -------- | ----------- | -------- | ----- | -------- | -------- | ----- | -------- | ----- | -------- | -------- | ------- |
| 2017     | SEA      | 7     | 4     | 0     | 0     | 0        | 0     | 3     | 0        | 0           | .000  | 125   | 28.1     | 31       | 5           | 13       | 0     | 0        | 13       | 0     | 0        | 20    | 20       | 6.35     | 1.55    |
| 2018     | MIN      | 4     | 4     | 0     | 0     | 0        | 1     | 1     | 0        | 0           | .500  | 74    | 17.2     | 18       | 3           | 6        | 0     | 0        | 13       | 2     | 0        | 9     | 7        | 3.57     | 1.36    |
| 2019     | MIN      | 1     | 0     | 0     | 0     | 0        | 0     | 0     | 0        | 0           | ----  | 9     | 1.0      | 3        | 1           | 3        | 0     | 0        | 0        | 0     | 0        | 4     | 4        | 36.00    | 6.00    |
| 2020     | HOU      | 3     | 2     | 0     | 0     | 0        | 0     | 1     | 0        | 0           | .000  | 38    | 7.1      | 3        | 0           | 4        | 0     | 1        | 5        | 0     | 0        | 12    | 12       | 14.73    | 2.18    |
| 2021     | PIT      | 9     | 9     | 0     | 0     | 0        | 1     | 4     | 0        | 0           | .200  | 196   | 43.2     | 49       | 11          | 19       | 2     | 1        | 39       | 0     | 0        | 28    | 28       | 5.77     | 1.56    |
| MLB：5年 | MLB：5年 | 24    | 19    | 0     | 0     | 0        | 2     | 9     | 0        | 0           | .182  | 442   | 98.0     | 113      | 22          | 45       | 2     | 2        | 74       | 2     | 0        | 73    | 71       | 6.52     | 1.61    |

- 2021年度シーズン終了時

### 背番号
- 35（2017年）
- 61（2018年 - 2019年）
- 0（2020年 - 同年途中）
- 69（2020年途中 - 同年終了）
- 37（2021年 - 2023年）